# Neomochtherus hungaricus
Neomochtherus hungaricus är en tvåvingeart som beskrevs av Engel 1927. Neomochtherus hungaricus ingår i släktet Neomochtherus och familjen rovflugor. Inga underarter finns listade i Catalogue of Life.